# Jorge Homem Pinto
Jorge Homem Pinto était un chef militaire catholique portugais, responsable politique et planteur de sucre important au moment de l'occupation par les Pays-Bas du Pernambouc brésilien au XVIIe siècle, dont il était considéré comme l'homme le plus riche.

## Biographie
Fils de Lourenijo Homen Pinto, de Rio Grande, au Brésil, Jorge Homem Pinto était propriétaire de moulins en 1634, et d'un de plus en 1639, racheté à un Hollandais, puis en contrôlait 9 en 1642, les deux tiers ayant été acquis sur la période 1640-1642.
Grâce à sa collaboration avec le gouverneur hollandais Nassau-Siegen, Jorge Homen Pinto, avait été nommé en 1637 au conseil des échevins de la ville de Parahiba. La date exacte de l'achat de l'ensemble de ces terres n'est pas connue exactement. Par la suite, il résidait à Récife mais était toujours propriétaire de la sucrerie nommée Saint-André, dans le Paraiba.
Au Pernambouc, l'élite de l'aristocratie sucrière n'était déjà pas très stable au temps des Portugais, et des moulins à sucre ont ensuite, après 1630, souvent changé de main sans que les Hollandais y aient joué de rôle. Mais dans le Paraiba, plusieurs plantations abandonnées par leurs propriétaires sont attribués à des Hollandais sans expérience ni compétence agricole, qui ne parviennent pas à relancer la culture du sucre. En 1642, neuf d'entre elles ont déjà été abandonnées par ces Hollandais et reprises par Jorge Homem Pinto.
En 1642, le gouverneur Nassau-Siegen écrit dans un rapport que les seigneurs de l’ingéniosité étaient des débiteurs d’importance, dont la dette totale s'élevait à 75 tonneaux d'or, c’est-à-dire 7,5 millions de florins, principalement envers la Compagnie néerlandaise des Indes occidentales. On disait alors de Jorge Homem Pinto qu’il était "redevable au monde entier". 
Au cours des années 1639 et 1640, au moment de la préparation de l’attaque du Brésil sud contre les Hollandais, et de la guérilla qui détruisit les champs de canne et les dépôts de sucre, il avait déjà été fait appel aux créanciers, le renouvellement des prêts apparaissant comme la solution pour stabiliser le climat. 
En 1642 aussi, Nassau annula les dettes, auprès de marchands privés, des deux plus gros débiteurs, Jorge Homem Pinto et João Fernandes Vieira. João Fernandes Vieira a comparu en juin 1642 devant le Haut Conseil de Recife, par écrit et oralement, où il "a déclaré qu’il est redevable à la Compagnie d’une somme d’argent considérable". Selon l'historien Louis Jadin, un autre homme d'affaires portugais alors proche des Hollandais, Gaspar Dias Ferreira s'était de son côté porté caution en faveur de Jorge Homem Pinto.
Jorge Homem Pinto est venu en 1645 demander à la Compagnie un deuxième accord, pour le paiement à ses créanciers de 937997 florins, donnant comme hypothèque ses neuf moulins à sucre, ses 370 esclaves noirs et son cheptel d'environ 1000 bœufs,. Alors que des grands seigneurs portugais du Brésil hollandais, comme João Fernandes Vieira ou Amador de Araújo, par exemple, ont opté pour la première alternative, le plus gros débiteur de tous, Jorge Homem Pinto, a d'abord fait l'autre calcul et préféra rester en marge du complot qui s'est préparé contre les hollandais, qui avaient réglé le problème de ses dettes.
Il a ensuite participé aux guerres de reconquête des Portugais au Brésil et  reçoit la médaille de l'ordre du Christ dès septembre 1644 pour avoir pris des forteresses pendant l'insurrection contre les Hollandais. Cette distinction est un honneur accordé uniquement aux catholiques très méritoires d’origine chrétienne ancienne, ce qui exclut toute origine juive pour Pinto. Elle est assortie de la promesse d'une pension de 15000  Reis pension, pour ses services à Cascaes, Parahiba, forteresse de Cabeddlo et ceux de son beau-père Antao de Mesquita.
Dans sa sucrerie fortifiée nommée Saint-André, dans le Paraiba,les habitants proclamèrent leur liberté en septembre 1645 et se fortifiérent contre l'avancée de l'armée hollandaise et ses  600 supplétifs amérindiens, dirigé par leur chef Pedro Poty. Ceux-ci échouent dans leur assaut contre cette plantation fortifiée le 11 septembre 1645 et perdent 70 hommes. Par la suite, le chef indien Pedro Poty, qui commandait 200 Amérindiens, fut pris, emprisonné pendant près de trois ans, et embarqué ensuite pour le Portugal. Il mourut pendant la traversée.
Dans son livre de 1960, Jews in Colonial Brazil, l'historien Arnold Wiznitzer a révélé que plusieurs auteurs s'étaient trompés en considérant qu'il était juif. La même année, dans la revue American Jewish Historical Quarterly, l'un d'eux informe ses lecteurs que lui-même, Herman Waetjen, et Albert M. Friedenberg, étaient dans l’erreur au sujet de Jorge Homen Pinto n’étant ni juif, ni même marrane ou nouveau chrétien, ce qui « change la conclusion quant à l’influence juive au Brésil sous les Hollandais ». Dans son Encyclopédie universelle juive en 10 volumes de 1940, le rabbin Isaac Landman (1880-1946) avait notamment repris cette erreur.
Selon Arnold Wiznitzer, plusieurs auteurs ont eu « tout à fait tort » de considérer tous ceux qui portent certains noms de famille comme des descendants des juifs, car les juifs convertis de force au christianisme prenaient « les noms de leurs parrains portugais catholiques » et que ces noms ont été portés aussi bien par les anciens que les nouveaux chrétiens. Il vise en particulier l'historien Herman Waetjen qui au début du XXe siècle s'était donc trompé dans son estimation de la part des juifs dans le rachat en 1637-1638 des plantations abandonnées par des Portugais, Pinto en ayant à lui-seul acquis neuf.
Jorge Homen Pinto ayant été nommé en 1637 pour servir dans le conselho de escabinos (conseil des jurés) à Parahiba, structures établie par Nassau-Siegen et entièrement composées de Chrétiens d'origine ancienne, cela exclut aussi qu'il ait été conversos, selon Arnold Wiznitzer car les personnes d’origine juive étaient inéligibles. En 1637, lorsque la liste des candidats pour les escabinos à Olinda a été présentée, il a été déclaré en séance ouverte que trois personnes de la liste étaient d’origine juive et inéligibles.